# Zegel van Kentucky

Zegel van Kentucky.

Het zegel van Kentucky werd aangenomen in 1792 en heeft sindsdien enkele wijzigingen ondergaan. Sinds 1918 staat het zegel centraal op de vlag van Kentucky.
Het zegel beeldt twee elkaar omarmende vrienden af. Het motto van de staat: United We Stand, Divided We Fall werd daarmee uitgedrukt. Dit motto is afkomstig uit het lied The Liberty Song, een vaderlandslievend lied uit de Amerikaanse Revolutie.
Men denkt dat de man in de hertenleren kleren Daniel Boone is, de persoon die grotendeels verantwoordelijk was voor de ontdekking van Kentucky. De man in het pak is Henry Clay, Kentucky's meest bekende staatsman. De officiële verklaring is echter dat de mannen alle pioniers en staatsmannen vertegenwoordigen, en niet twee specifieke personen.